# Mosty Jagiellońskie
Mosty Jagiellońskie – zespół czterech jednoprzęsłowych mostów drogowych przerzuconych we Wrocławiu nad kanałami Odry (Kanałem Żeglugowym i Kanałem Powodziowym), łączących osiedla Zacisze i Mirowiec.
Starsze dwa mosty wybudowano w latach 1916–1917 nad świeżo przekopanymi kanałami rzeki w ramach wielkiego projektu udrożnienia transportu drogowego i żeglugi w granicach miasta oraz budowy systemu zabezpieczeń przeciwpowodziowych. 
- Południowy most, nad Kanałem Powodziowym, zaprojektowany przez inżyniera Christiana Nakonza, miał stalowy pomost podwieszony na sztywnych wieszakach podtrzymywanych przez dwuprzegubowe dźwigary łukowo-kratowe. Od nazwiska projektanta nosił on nazwę "mostu Nakonza", która przez fonetyczne skojarzenie z peryferyjnym położeniem mostu przekształcona została po II wojnie światowej w nazwę "mostu Na Końcu"[a].
- Krótszy od południowego most północny, wybudowany w 1917 na przedłużeniu południowego nad Kanałem Żeglugowym ma ramowo-belkową konstrukcję z belek żelbetowych; podstawy ramy przęsła wsparte są o konstrukcję znajdującej się tu śluzy "Zacisze".

Mosty Jagiellońskie dopiero w latach 70. uzyskały swoją oficjalną współczesną nazwę. 22 lipca 1984 do eksploatacji oddano niemal bliźniaczo wyglądające nowe mosty, równoległe do poprzednich, położone na zachód od starych, zaprojektowane przez Krystynę Angerman; wybudował je wrocławski "Mostostal". Trzystutonowy most południowy ma 60,70 metrów długości (stary - 60,49 m), a 
170-tonowy północny - 39,0 metrów (stary - 21,65 m).

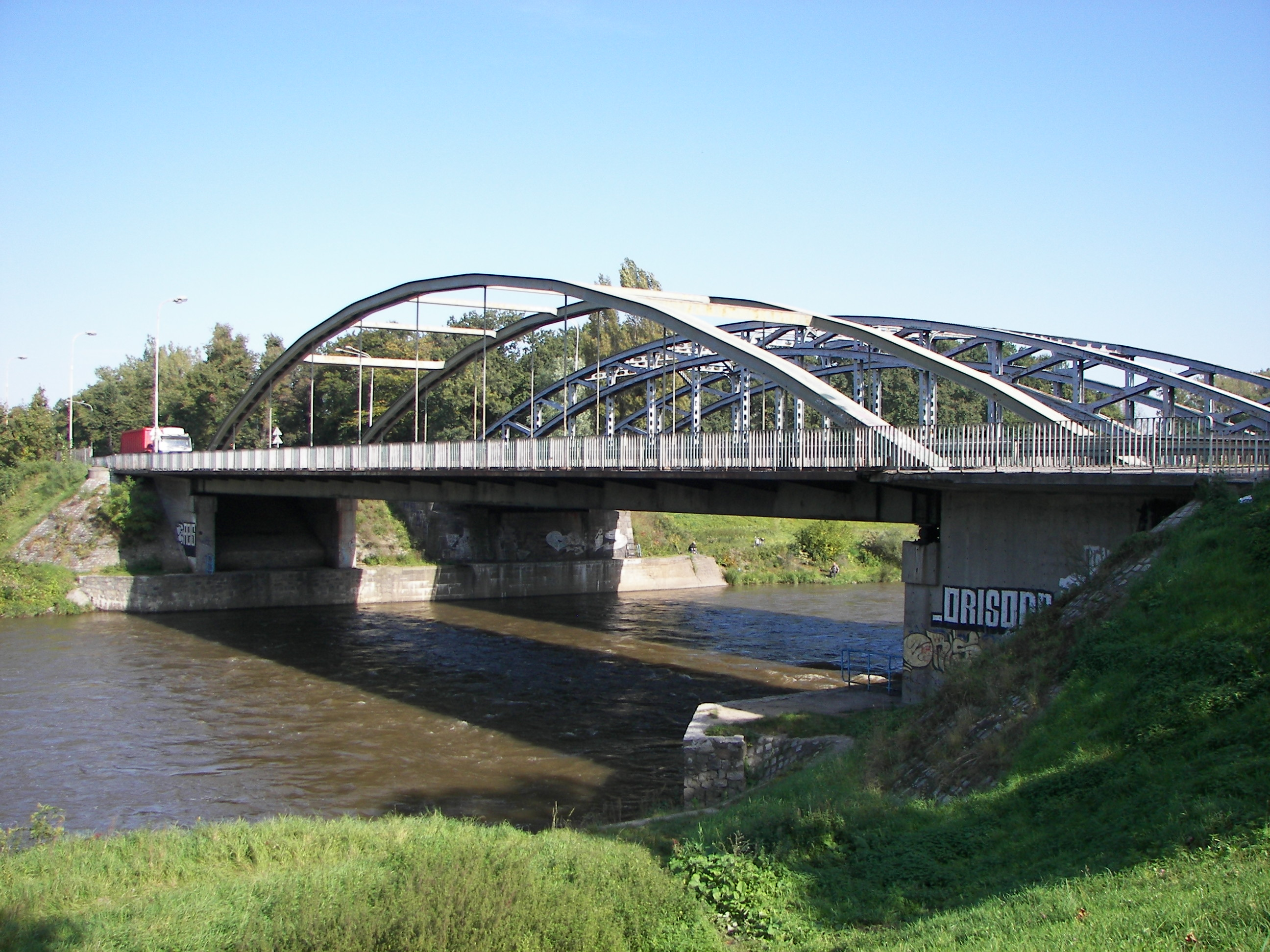
Most płd.-zach.
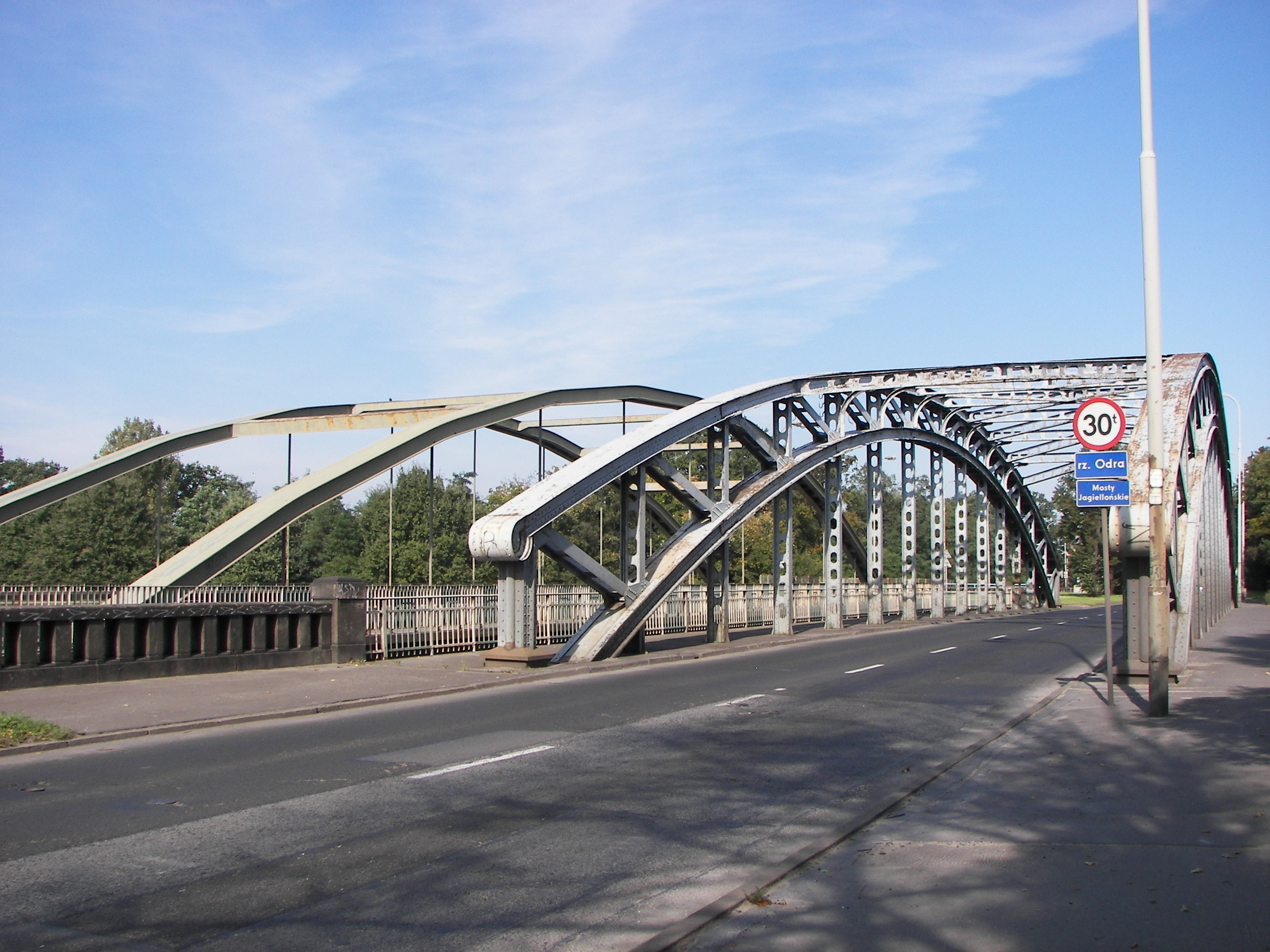
Most płd.-wsch.
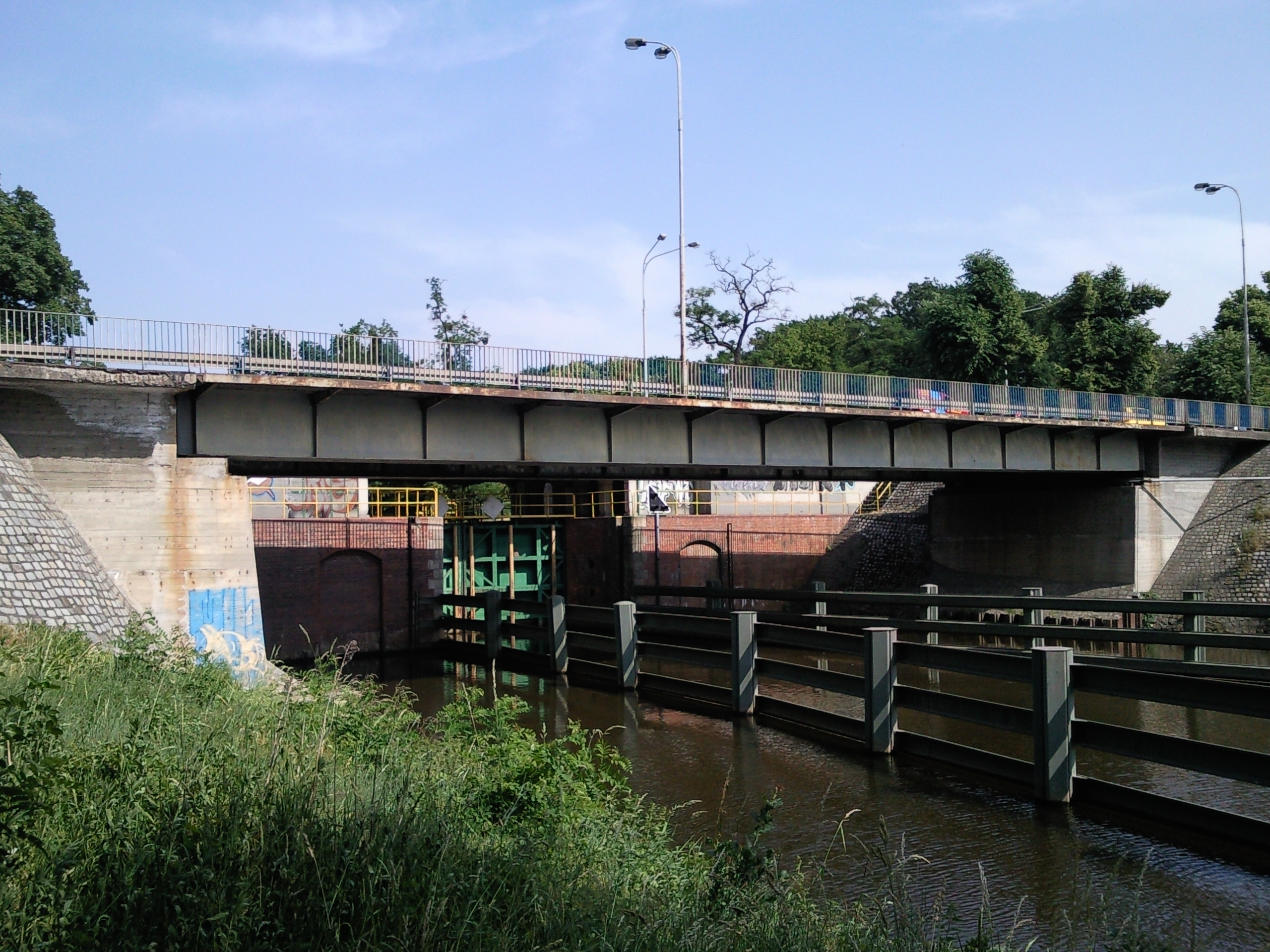
Most płn.-zach.
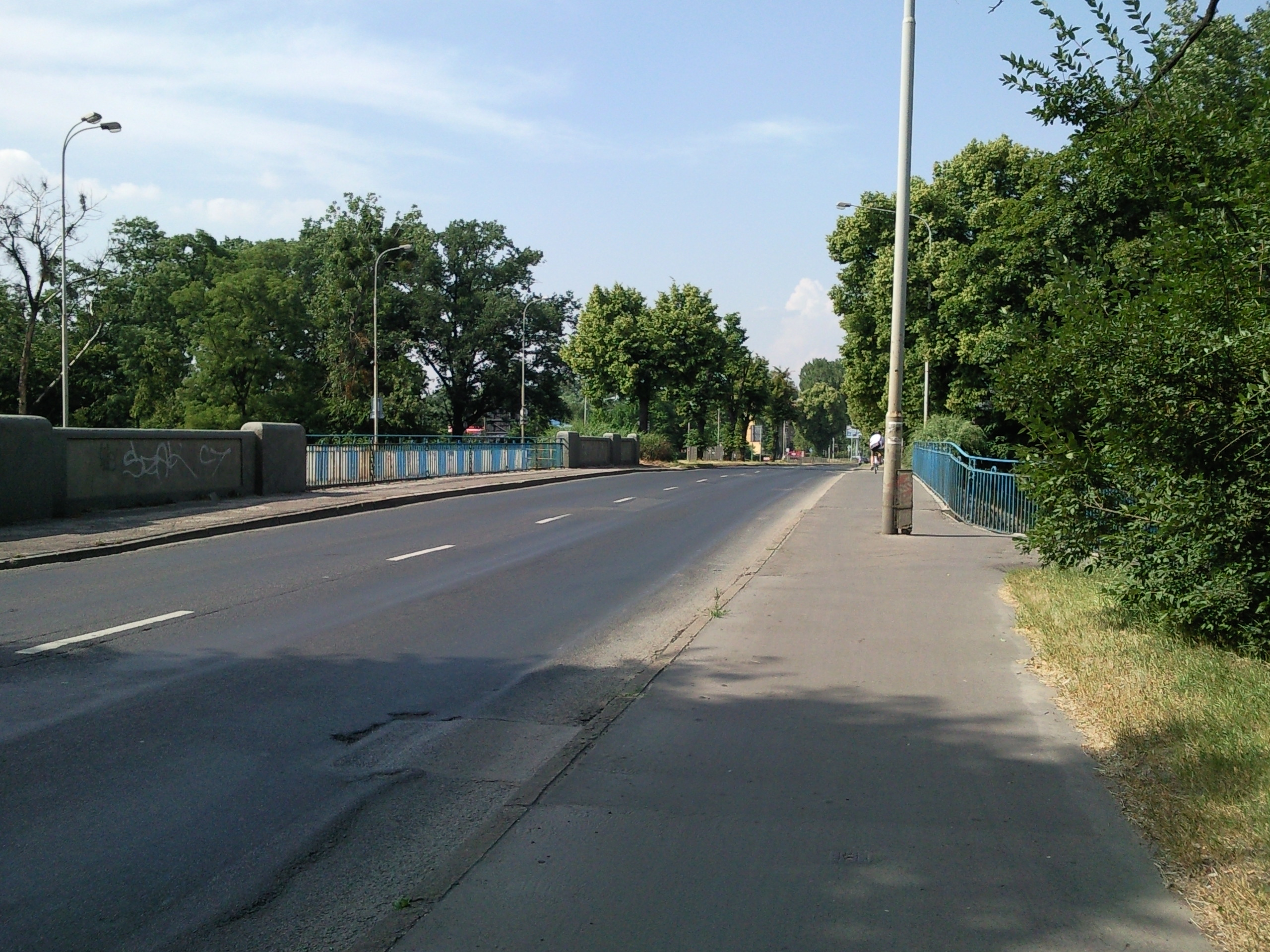
Most płn.-wsch.